# Estadio Nacional de Hockey (Quilmes)
Estadio Nacional de Hockey  je stadion za šport hokej na travi.
Nalazi se u argentinskom gradu Quilmesu.
Pripada športskom klubu Quilmes Atlético Club.
Može primiti 6 tisuća gledatelja.
Od značajnih međunarodnih športskih natjecanja, na njemu se 2007. održao Trofej prvakinja u hokeju na travi.

## Vanjske poveznice
- (šp.) Službene stranice AC Quilmesa
- (šp.) Champions Trophy 2007.  Arhivirana inačica izvorne stranice od 18. srpnja 2009. (Wayback Machine)
- (šp.) Quilmes Deportivo  Arhivirana inačica izvorne stranice od 13. ožujka 2008. (Wayback Machine) Leonas en Quilmes